# Palliduphantes sanctivincenti
Palliduphantes sanctivincenti là một loài nhện trong họ Linyphiidae.
Loài này thuộc chi Palliduphantes. Palliduphantes sanctivincenti được Eugène Simon miêu tả năm 1872.